# Homme dans la Lune

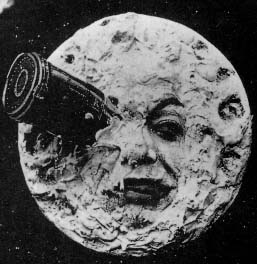
L'Homme dans la Lune est frappé par un vaisseau spatial dans le film fantastique de Georges Méliès : Le Voyage dans la Lune (1902).

L'Homme dans la Lune fait référence à l'une des nombreuses paréidolie d'un visage, d'une tête ou d'un corps humain que certaines traditions reconnaissent sur la Lune. Les images sont composées des zones sombres de la maria lunaire, ou «mers», et des hautes terres plus claires de la surface.

## Origine

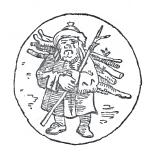
Bûcheron germanique.

Il y a plusieurs explications quant à la naissance de l'homme dans la lune.
Une tradition européenne de longue date veut que l'homme ait été banni sur la Lune pour un crime. Selon la tradition chrétienne, il est l'homme pris à ramasser des bâtons lors du jours de repos et condamné par Dieu à mort par lapidation dans le livre des Nombres XV.32–36. Certaines cultures germaniques pensaient qu'il était un bûcheron trouvé en train de travailler le jour de repos.[réf. nécessaire]
Une tradition chrétienne médiévale prétend qu'il est Caïn, le vagabond, condamné à jamais à faire le tour de la Terre. Dante Alighiery y fait allusion à de multiples reprises dans sa Divine Comédie,.

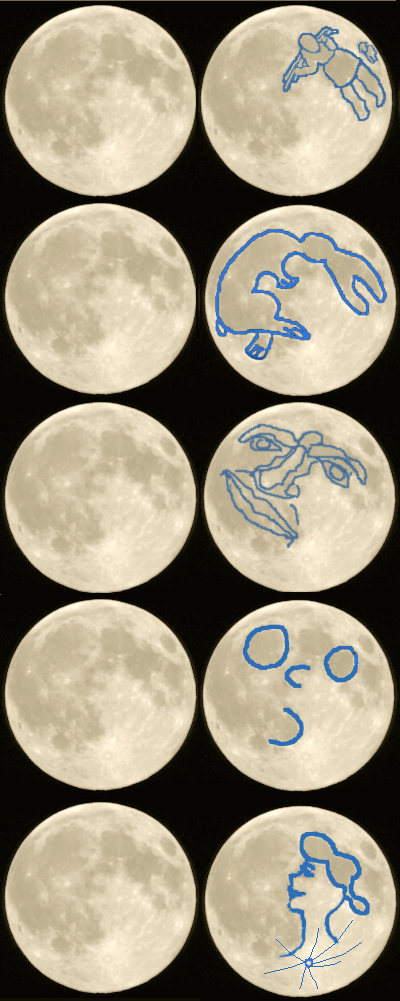
Différentes paréidolies sur la Lune.

Il existe également une tradition juive médiévale selon laquelle l'image de Jacob est gravée sur la Lune,,.
John Lyly dit dans le prologue de son Endymion (1591): "Il n'y a personne sous le soleil qui sache quoi faire de l'homme dans la lune."
Dans la mythologie nordique, Máni est la personnification masculine de la Lune qui traverse le ciel en calèche. Il est continuellement poursuivi par le grand loup Hati qui le capture à Ragnarök. Máni signifie simplement "Lune".
Dans la mythologie chinoise, la déesse Chang'e est bloquée sur la Lune après avoir consommé une double dose d'un élixir de longue vie. Dans certaines versions du mythe, elle est accompagnée de Yu Tu, un lapin lunaire.
Dans la mythologie haïda, la figure représente un garçon ramassant des bâtons. Le père du garçon lui dit que la lumière de la Lune éclairerait la nuit, lui permettant de terminer sa corvée. Ne voulant pas ramasser de bâtons, le garçon se plaint et ridiculise la Lune. En guise de punition pour son manque de respect, le garçon est enlevé de la Terre et piégé sur la Lune.
Dans la mythologie japonaise, il est dit qu'une tribu d'êtres spirituels de type humain vivent sur la Lune. Ceci est particulièrement exploré dans Kaguya-hime.
Dans la mythologie vietnamienne, l'homme dans la lune s'appelle Cuội. Il est à l'origine un bûcheron sur Terre qui possédant ficus magique. Un jour, quand sa femme arrose par ignorance l'arbre avec de l'eau impure, il se déracine pour s'envoler. Cuội saisit alors ses racines et est emmené sur la Lune. Là, il accompagna éternellement la Chang'e et le lapin lunaire,. Le trio devient la personnification de la fête de la mi-automne, quand ils descendent dans le monde des mortels et distribuent des lampions, des gâteaux de lune et des cadeaux aux enfants.

## Traditions
Il existe une croyance européenne traditionnelle selon laquelle l'Homme dans la Lune aime boire, en particulier du vin.
Au Moyen Âge anglais et à la Renaissance, la Lune est considérée comme le dieu des ivrognes, et au moins trois tavernes londoniennes sont nommées "The Man in the Moone".

## Croyances dans le monde
Une tradition voit la figure d'un homme portant un lourd fardeau sur son dos. Il est parfois considéré comme accompagné d'un petit chien. Diverses cultures reconnaissent d'autres exemples de paréidolies, comme le lapin lunaire.
Dans l'hémisphère nord, une perception occidentale commune du visage veut que les yeux de la figure sont la Mer des Pluies et la Mer de la Sérénité, son nez est Sinus Aestuum et sa bouche ouverte la Mer des Nuées et la Mare Cognitum. Ce visage humain particulier peut également être vu dans les régions tropicales des deux côtés de l'équateur. Cependant, l'orientation de la Lune associée au visage est observée de moins en moins fréquemment jusqu'à disparaître lorsque l'on se dirige vers le pôle Sud.
Les illustrations conventionnelles de l'homme dans la lune vues dans l'art occidental montrent souvent un visage très simple à la pleine lune, ou un profil humain dans le croissant de lune, ne correspondant à aucune marque réelle.
«L'Homme dans la Lune» peut également désigner un personnage mythologique vivant sur ou dans la Lune, mais qui n'est pas nécessairement représenté par les marques sur la face de la Lune. Un exemple est le vieillard sous la lune, dans la tradition chinoise ou Aiken Drum d'Ecosse.

## Explication scientifique
L'Homme dans la Lune est composé de diverses mers lunaires (lesquelles dépendent de l'image paréidolique vue). Ces vastes zones plates de la Lune sont appelées ainsi car, pendant longtemps, les astronomes pensaient qu'il s'agissait de grandes étendues d'eau. Ce sont de vastes zones formées de lave qui ont recouvert d'anciens cratères puis sont devenus une roche basaltique lisse.
La face visible de la Lune, contenant les mers qui composent l'homme, est toujours tournée vers la Terre. Cela est dû à une rotation synchrone.

## Galerie

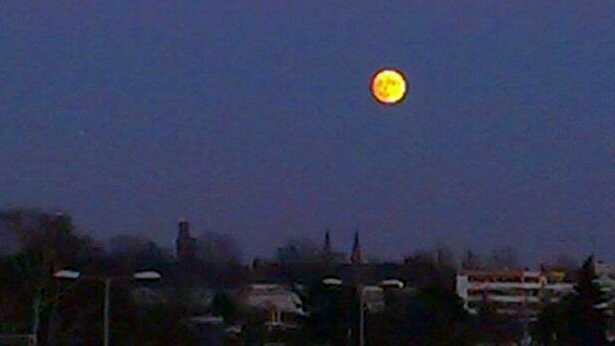
Pleine lune à Berlin.
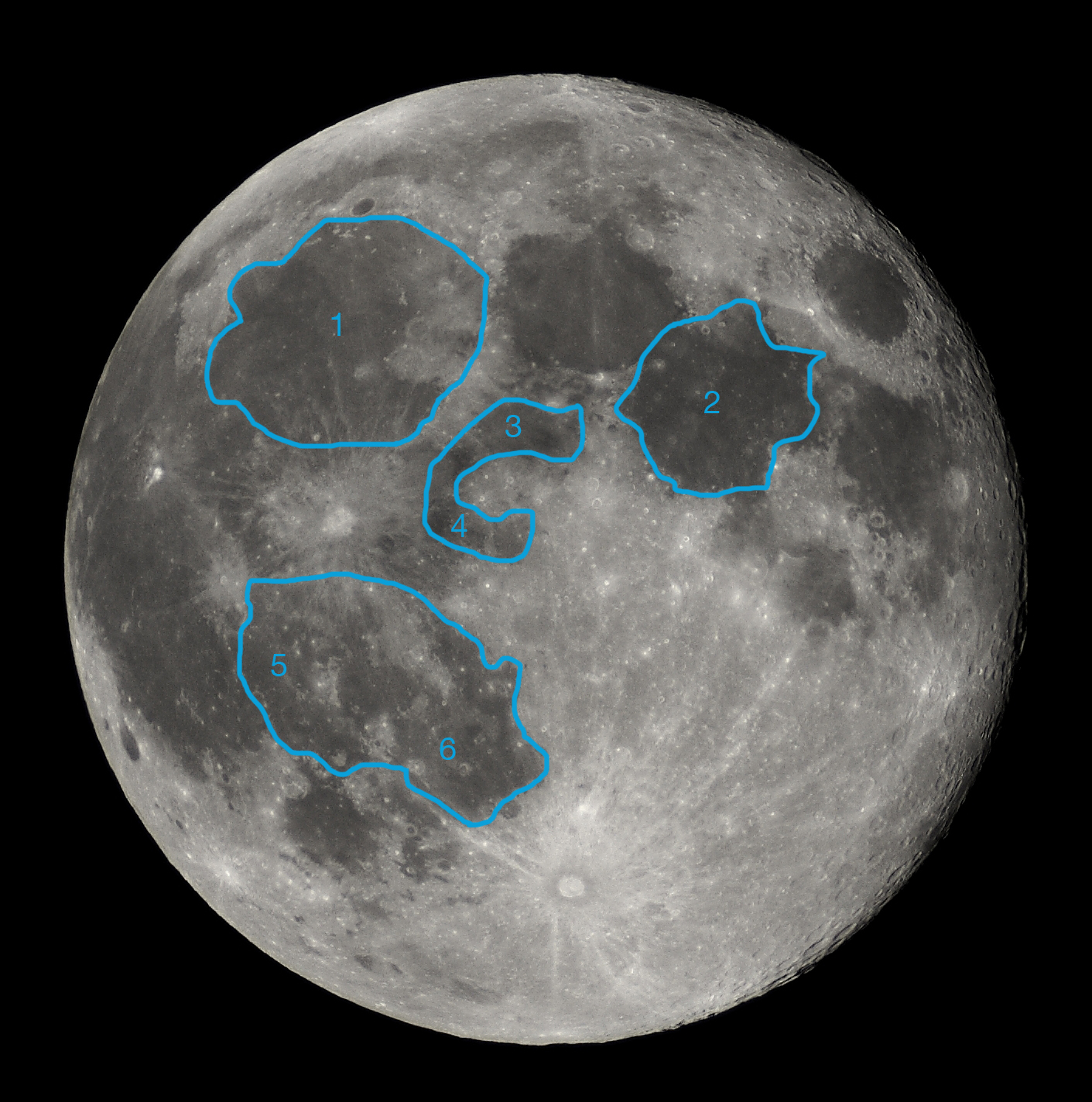
Interprétation commune de l'homme dans la lune vu de l'Hémisphère nord.
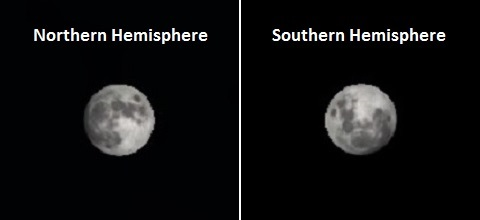
Apparence modélisée pour la même longitude 30 minutes après le lever de la lune dans les deux hémisphères terrestres.

## Représentations dans les arts

### Littérature
L’Homme dans la Lune (The Man in the Moone) de Francis Godwin, publié en 1638, est l'un des premiers romans considérés comme contenant plusieurs traits prototypiques de la science-fiction.
L'écrivain britannique J. R. R. Tolkien met en scène l'Homme dans la lune dans plusieurs de ses écrits. C'est l'un des personnages de son conte Roverandom écrit pour l'un de ses fils en 1927. Il le remet en scène dans deux poèmes : « L'Homme dans la lune a veillé trop tard », publié dans Le Seigneur des Anneaux en 1954, et  « L'Homme dans la lune est descendu trop tôt » publié dans Les Aventures de Tom Bombadil en 1962.
L'écrivain français Tomi Ungerer met en scène l'homme dans la lune dans son livre pour la jeunesse Jean de la Lune (Der Mondmann) en 1966.

### Musique
La chanson Jean de la Lune met en scène une variante de la légende de l'homme dans la lune.